# Ligne guide
 (novembre 2022).
Si vous disposez d'ouvrages ou d'articles de référence ou si vous connaissez des sites web de qualité traitant du thème abordé ici, merci de compléter l'article en donnant les références utiles à sa vérifiabilité et en les liant à la section « Notes et références ».
La ligne guide est un équipement utilisé pour l'exploration dans un volume inconnu, particulièrement par les sapeurs-pompiers portant un Appareil respiratoire isolant.

## Structure
La ligne guide est transportée dans un sac noir ou jaune. La ligne guide est lovée dans le sac. Elle est composée : 
- d'une cordelette de 50 m de long et de 6 mm de diamètre.
- de mousqueton à chacune de ses extrémités avec une gaine thermorétractable : noire pour la fin de la ligne guide ; blanc pour le début.
- de jeux d'olives permettant de se repérer composé d'une olive espacé de 15 cm de 3 olives (ou l'inverse en fonction du sens dans lequel on va). Chaque jeu d'olives est espacé de 2,5 m entre la première olive du premier jeu et la première olive du deuxième jeu.
- de 3 dispositifs de dérivations, aussi appelés clefs de dérivations, avec des repères tactiles pour savoir si l'on a affaire à la première, à la deuxième ou à la troisième dérivation. Elles permettent de créer des lignes secondaires quand le volume est trop grand pour être exploré avec une ligne guide.

## Usage
La ligne guide à des jeux d'olives qui permettent de se repérer sur la ligne guide. 3 olives indiquent qu'on va vers le feu. À l'inverse, 3 olives puis une olive indiquent qu'on va vers la sortie. Il existe plusieurs moyens mnémotechniques :
- 13 et 31, le nombre 13 (1 puis 3) porte malheur donc on va vers le feu et être sur son 31 (3 puis 1) pour dire que l'on va vers l'extérieur c'est-à-dire la beauté.
- 1 olive en dernier = 1 syllabe = vie ; 3 olives en derniers = 3 syllabes = in-cen-die